# Arma de Carabineros
El Arma de Carabineros (en italiano: Arma dei Carabinieri), anteriormente denominado Cuerpo de Carabineros, es un cuerpo nacional de Gendarmería y un organismo de seguridad de la República italiana. Desde su fundación en 1814 han tenido un importante papel en la historia de Italia, especialmente durante el proceso de unificación y durante la Segunda Guerra Mundial.
Popularmente también conocida como la Benemérita, junto a la Guardia di Finanza y la Polizia di Stato, los carabineros están a cargo del control de las fronteras italianas.
En su rol militar, tiene jurisdicción sobre los miembros de las Fuerzas armadas como policía militar. El Arma de Carabineros es también una de las cuatro fuerzas armadas de Italia y con la 2.ª Brigada móvil participa en misiones militares de paz en el extranjero. Es el homólogo italiano de Carabineros de Chile, de la Guardia Civil de España y de la Gendarmería Nacional Argentina , Gendarmería [gerdarmerie.fr] francesa y la Guardia Nacional Republicana [Guarda.pt](GNR) portuguesa 

## Historia

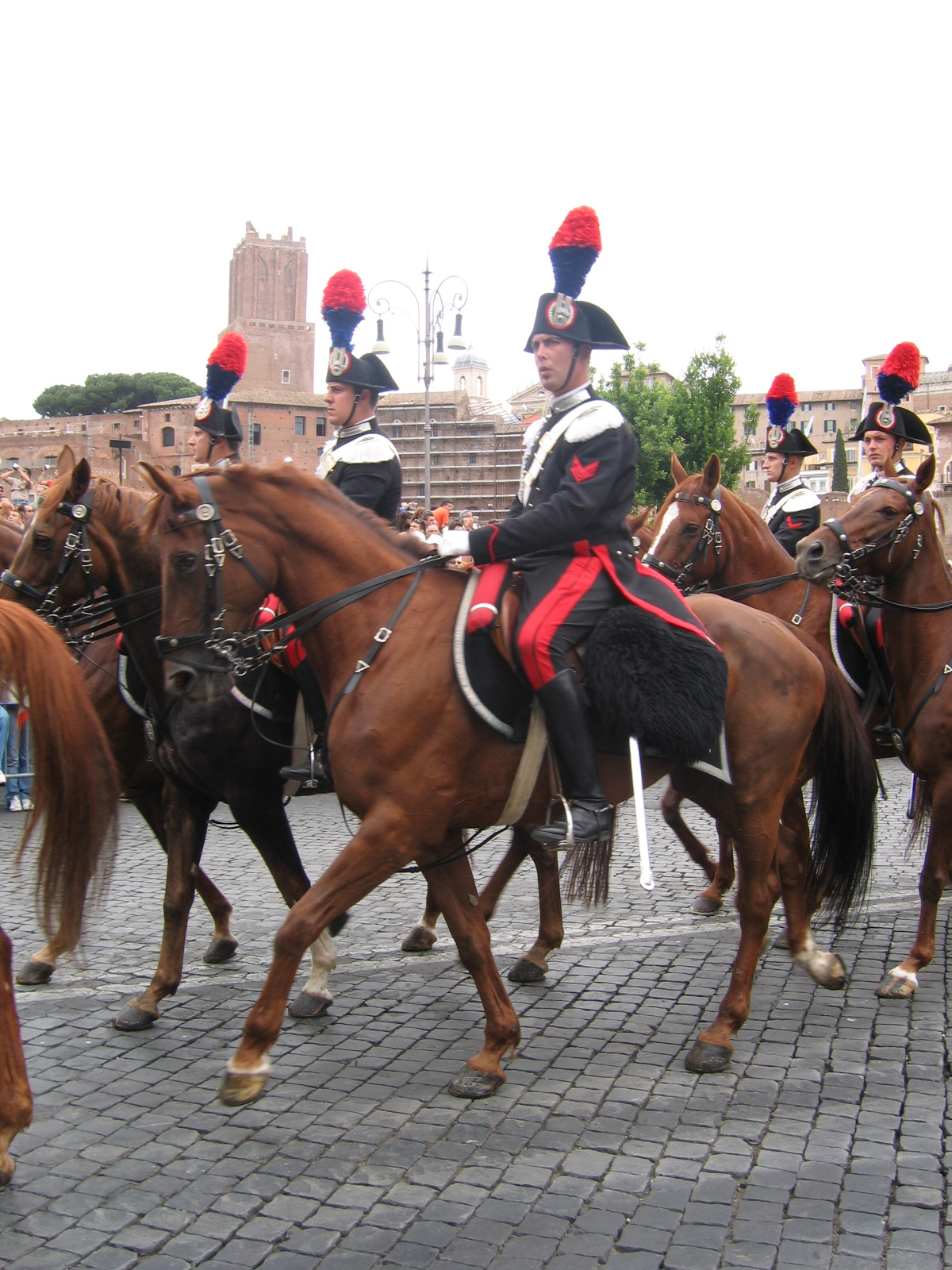
Carabineros a caballo en uniforme histórico

Se fundó en 1814 como "Corpo dei Reali Carabinieri" (Cuerpo de los Reales Carabineros), creado a imagen de la Gendarmería francesa. El cuerpo tuvo la consideración de Arma del Ejército Italiano hasta  2000, cuando fue reorganizado como una fuerza armada, dependiente del Ministerio de Defensa. No obstante, en sus funciones como policía civil depende del Departamento de seguridad pública del Ministerio del Interior italiano.
Durante el régimen fascista de Benito Mussolini (1922-1943), los carabineros fueron una de las fuerzas policiales encargadas de reprimir la oposición en Italia. En este mismo período, algunas unidades de carabineros se vieron implicadas en la perpetración de crímenes de guerra en el África Oriental Italiana, especialmente durante la segunda guerra ítalo-etíope. Tras el estallido de la Segunda Guerra Mundial, los carabineros tomaron parte en diversas acciones en Yugoslavia y Grecia, pero también como policía en África. Sin embargo, tras la rendición de Italia en septiembre de 1943, la mayoría de carabineros se mantuvieron fieles al rey o pasaron a integrarse en la resistencia italiana a la ocupación alemana.
En 1943 el cuerpo fue disuelto por el gobierno títere de la República Social Italiana (RSI). Los motivos de esta medida fueron varios: además de la presión alemana para decretar su disolución, se debió también a la poca confianza que inspiraban al Estado fascista y en parte por el papel que habían tenido durante la caída del jefe fascista Mussolini. Paradójicamente, esto provocó que numerosos antiguos carabineros se unieran a los partisanos, pasando a luchar contra los alemanes y los todavía fieles a Mussolini. En su lugar, la RSI creó la Guardia Nazionale Repubblicana (GNR), aunque esta gendarmería tan solo operó en la zona norte de Italia y fue disuelta con el final de la contienda. 

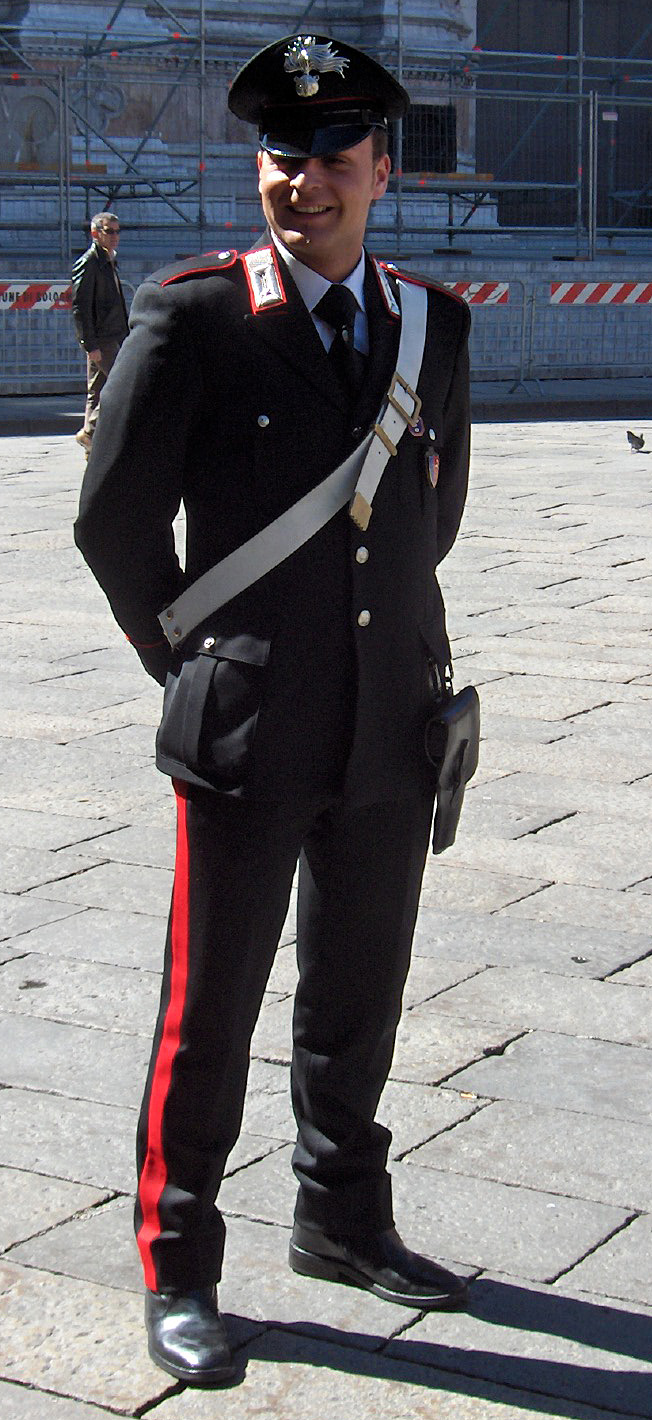
Uniforme de un carabinero.

Los carabineros han continuado con su actividad hasta el día de hoy. Muchos fueron los caídos del Arma de carabineros en la lucha contra el terrorismo y contra la mafia (el más famoso fue el general Carlo Alberto dalla Chiesa).
En los últimos años han participado en algunas misiones de paz de la ONU.
Durante la primera fase de la guerra de Irak, los carabinieri estuvieron desplegados en el país, donde sus efectivos entrenaron a la policía local iraquí y, en especial, participaron en la lucha contra el expolio del patrimonio cultural arqueológico. De hecho, en 2003 doce carabineros fueron asesinados durante un ataque suicida contra su cuartel en la ciudad iraquí de Nasiriyah.
En 2014, Italia emitió una moneda conmemorativa de 2€ para celebrar el 200 Aniversario de su fundación.
En enero de 2017 se transfirieron el personal y los medios del suprimido Cuerpo de forestales y guardiabosques.
Con el Regimiento Corazzieri (coraceros) son guardia de honor y garantizan la seguridad del Presidente de la República Italiana.

## Organización
- Comando general

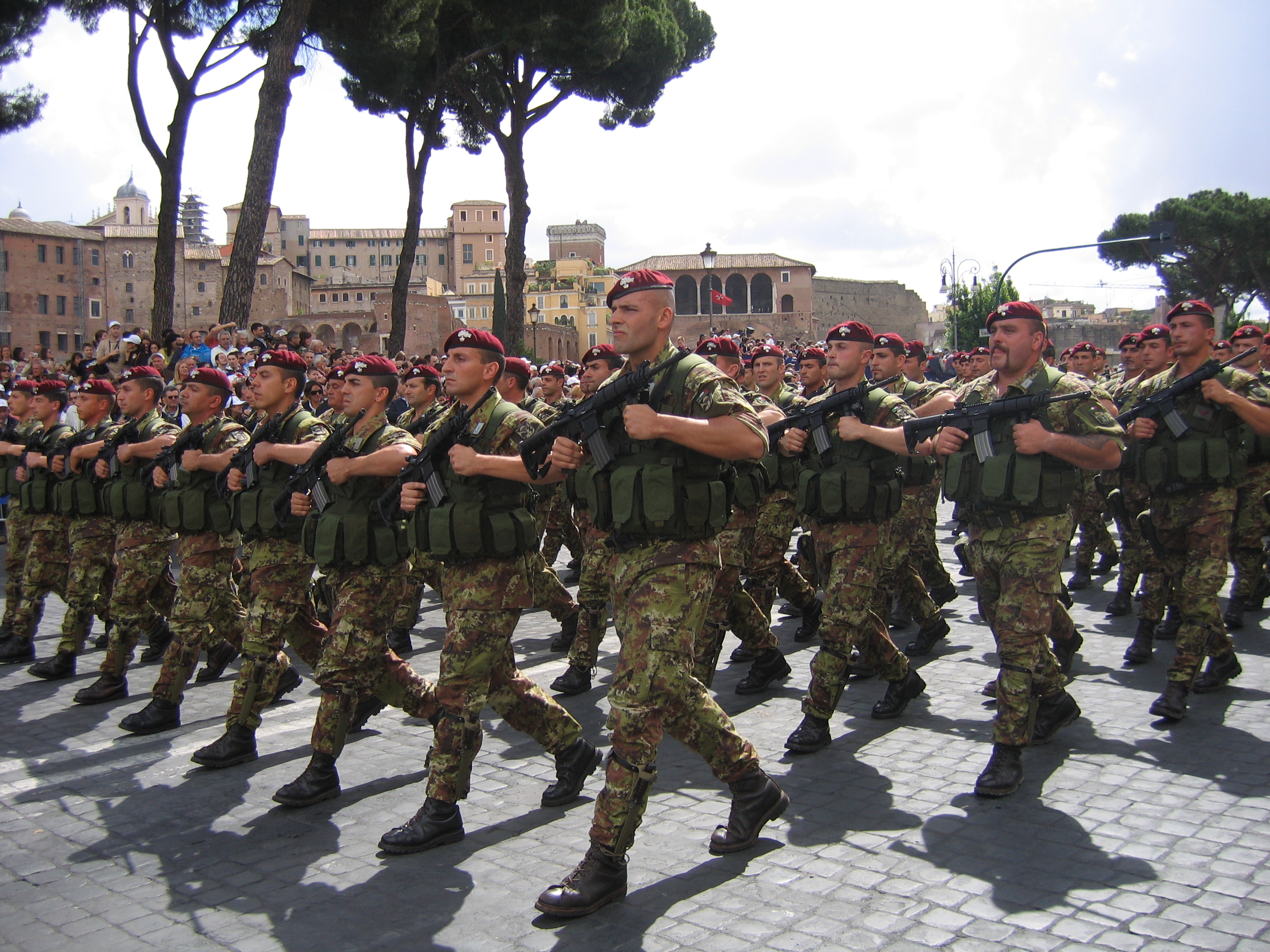
Carabineros del Regimiento paracaidistas "Tuscania" de la 2.ª Brigada móvil

  - Comando de las escuelas carabineros
  - Comando unidades móviles y especiazadas "Palidoro"
    - 1.ª Brigada móvil
    - 2.ª Brigada móvil
    - División unidades especializadas

  - Comando unidades de protección forestal, medioambiental y agroalimentaria
  - Comandos territoriales interregionales
    - División Pastrengo
    - División Vittorio Veneto
    - División Podgora
    - División Ogaden
    - División Culqualber

  - Regimiento Corazzieri

## Vehículos y equipamiento

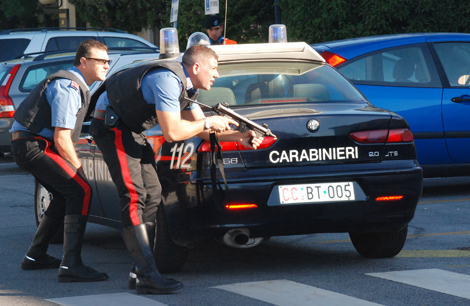
Entrenamiento de emergencia

Los Carabinieri cuentan con un amplio dispositivo móvil, formado por coches, aviones, helicópteros, motos y barcos de vigilancia.

### Coches
- SEAT León III
- Alfa Romeo 156
- Alfa Romeo 159
- Subaru Forester
- Lancia Kappa
- Land Rover Freelander
- Land Rover Defender-90 hard top
- Land Rover Discovery II e III
- Lotus Evora S
- Fiat Bravo
- Fiat Stilo 1.9 JTD
- Fiat Ducato
- Fiat Grande Punto

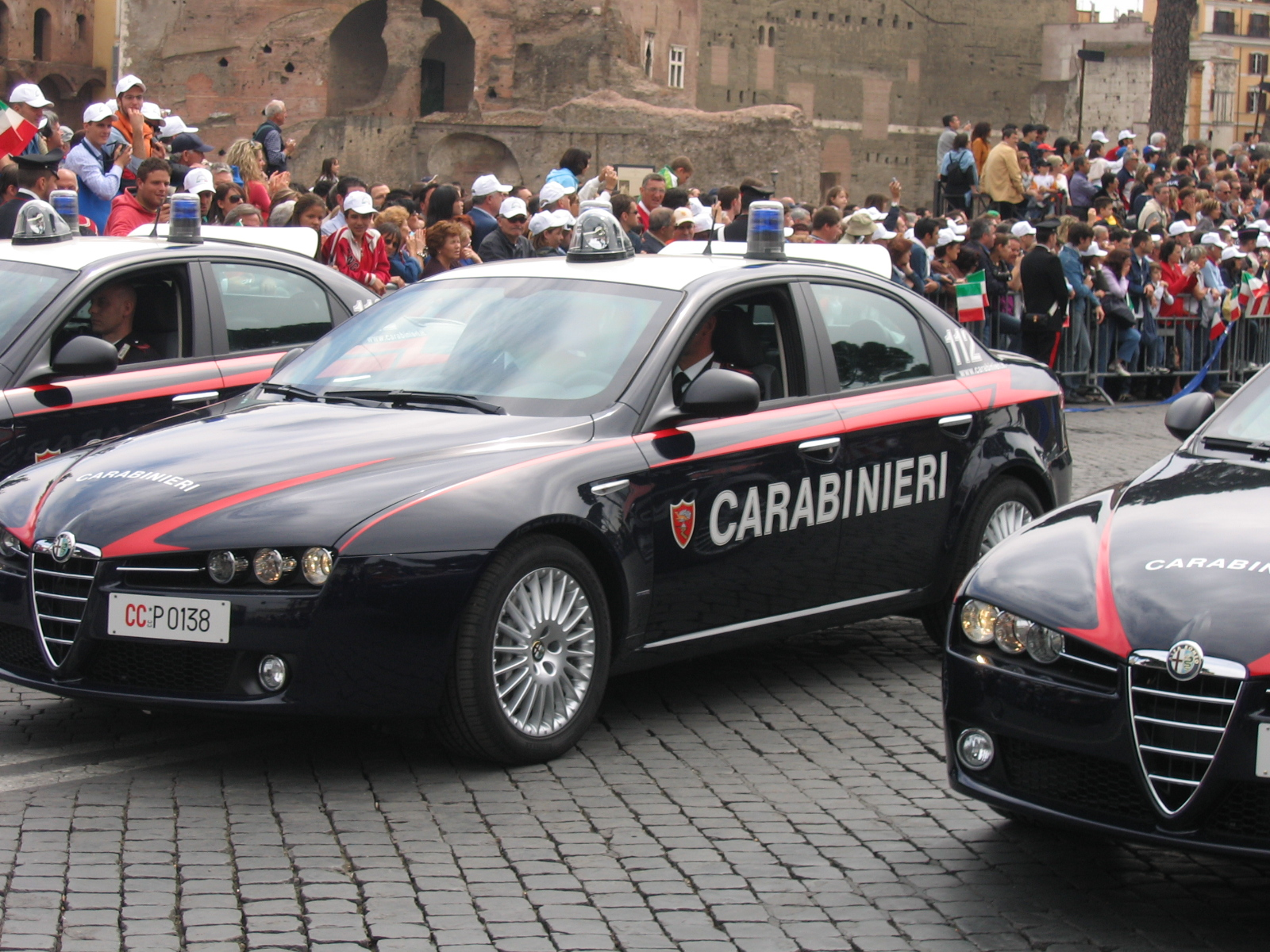
Alfa Romeo 159 de los Carabienieri.

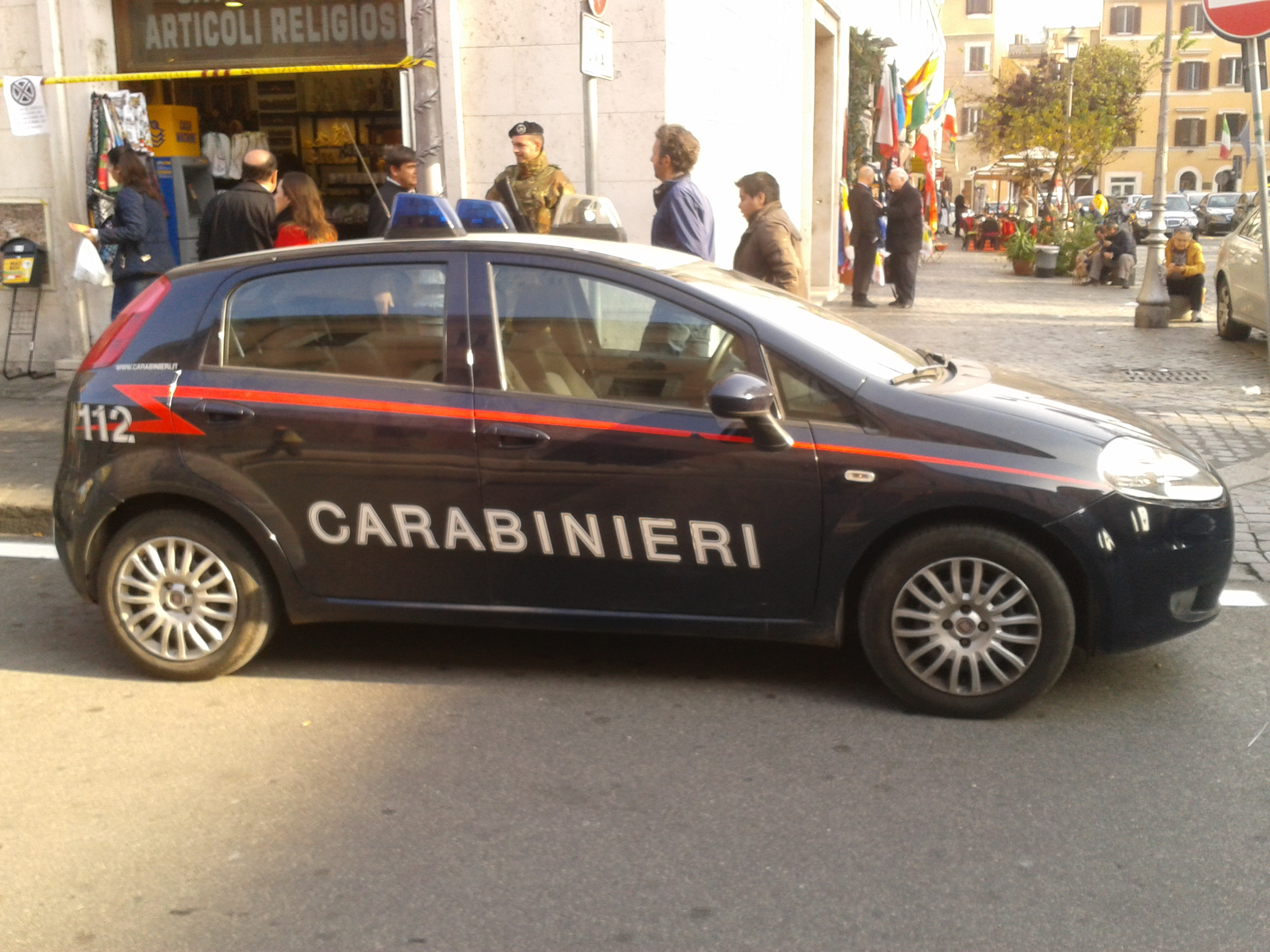
Vehículo de los Carabinieri.

- Jeep Grand Cherokee (Fuerzas especiales antiterrorismo)

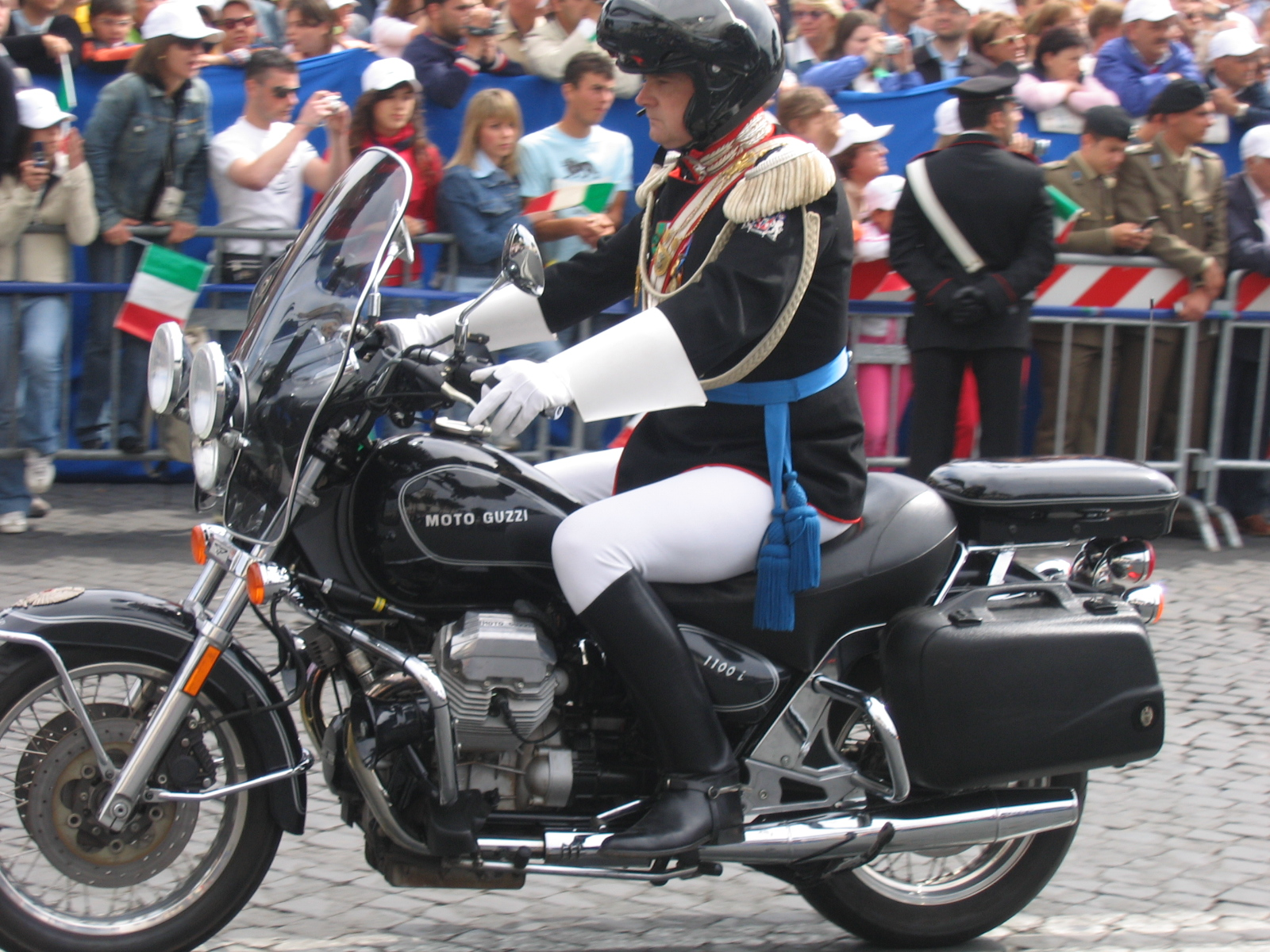
Corazziere en Moto Guzzi California 1100

- Jeep Renegade
- Jeep Wrangler
- Mitsubishi Pajero
- Isuzu D-Max
- Nissan Terrano II

### Motos
- Moto Guzzi California Cruiser
- BMW F650GS
- BMW R1100-RTP

### Aeronaves

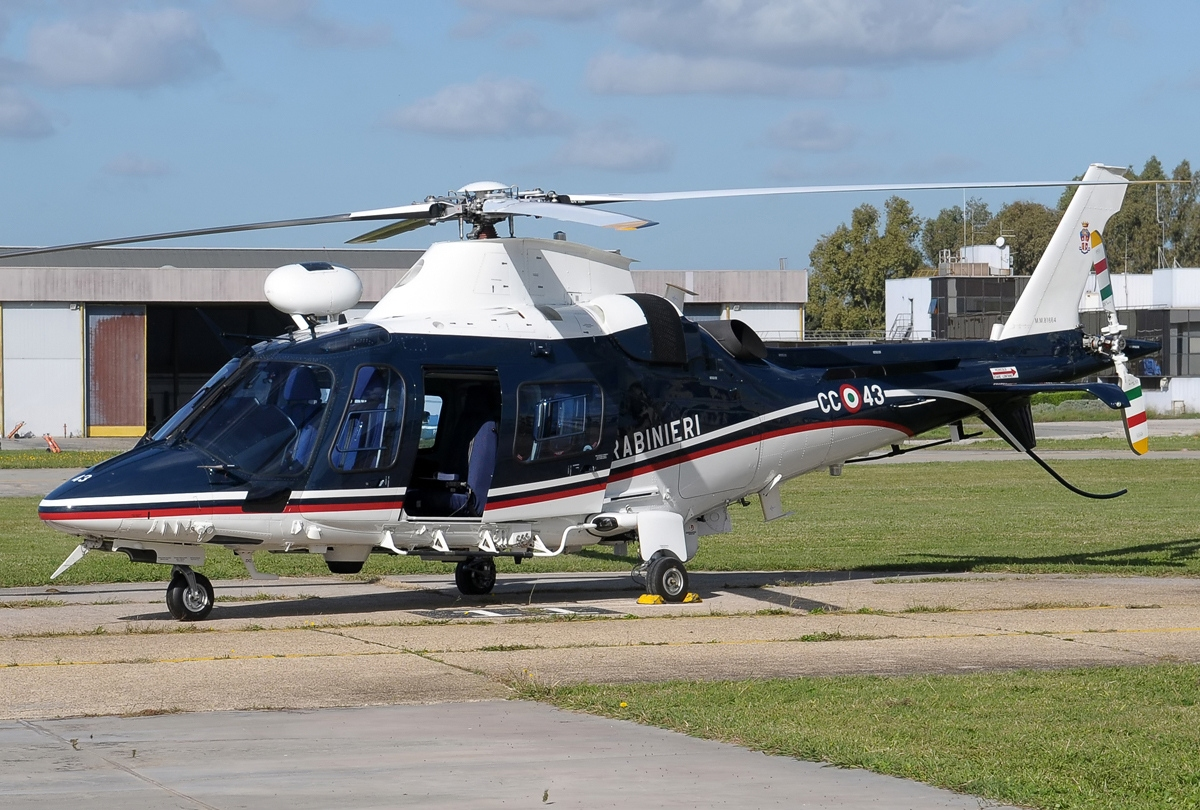
Carabinieri AgustaWestland AW109N

- Aviones
  - Piaggio P.180 Avanti
- Helicópteros
  - AgustaWestland AW109
  - Agusta-Bell AB 412

### Vehículos blindados
- Land Rover Defender 110 soft top

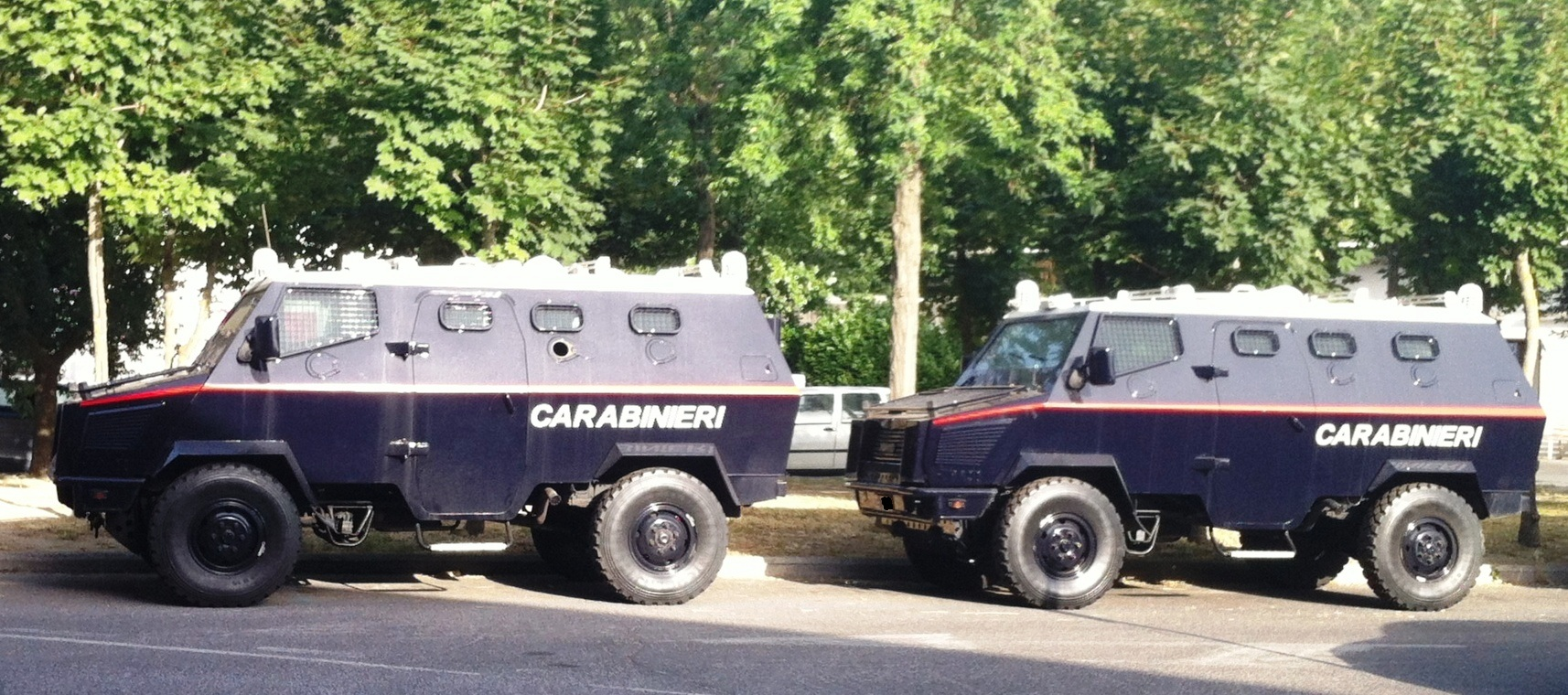
Iveco VM 90P blindado

- Iveco Daily 40.10WM 4X4 off-road light armored military truck
- Unimog
- RG-12
- Iveco VM 90
- Iveco VM 90
- Iveco LMV
- Puma 4x4
- Puma 6x6
- VCC1
- M113

### Barcos

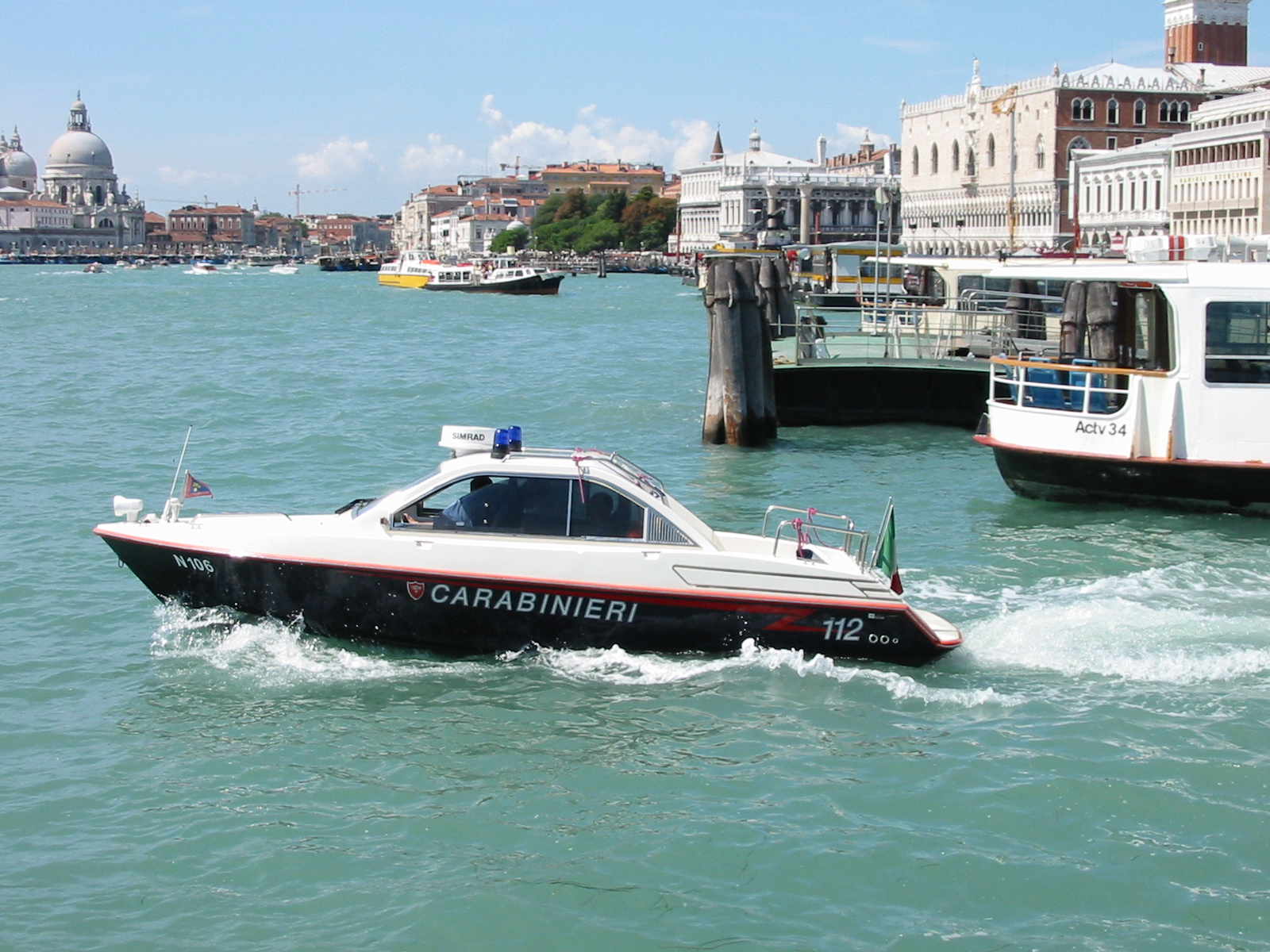
Lancha en Venecia

- Patrulleras
  - Motovedetta classe 800
  - Motovedetta classe N700
  - Motovedetta classe 600
- Patrulleras costeras
  - Motovedetta classe 200
  - Motovedetta classe 100
- Lanchas a motor
  - Motovedetta classe 300
  - Motovedetta classe N100
  - Motovedetta classe T120
  - Motovedette classe S
  - Battello pneumatico Stinger

### Vehículos especiales

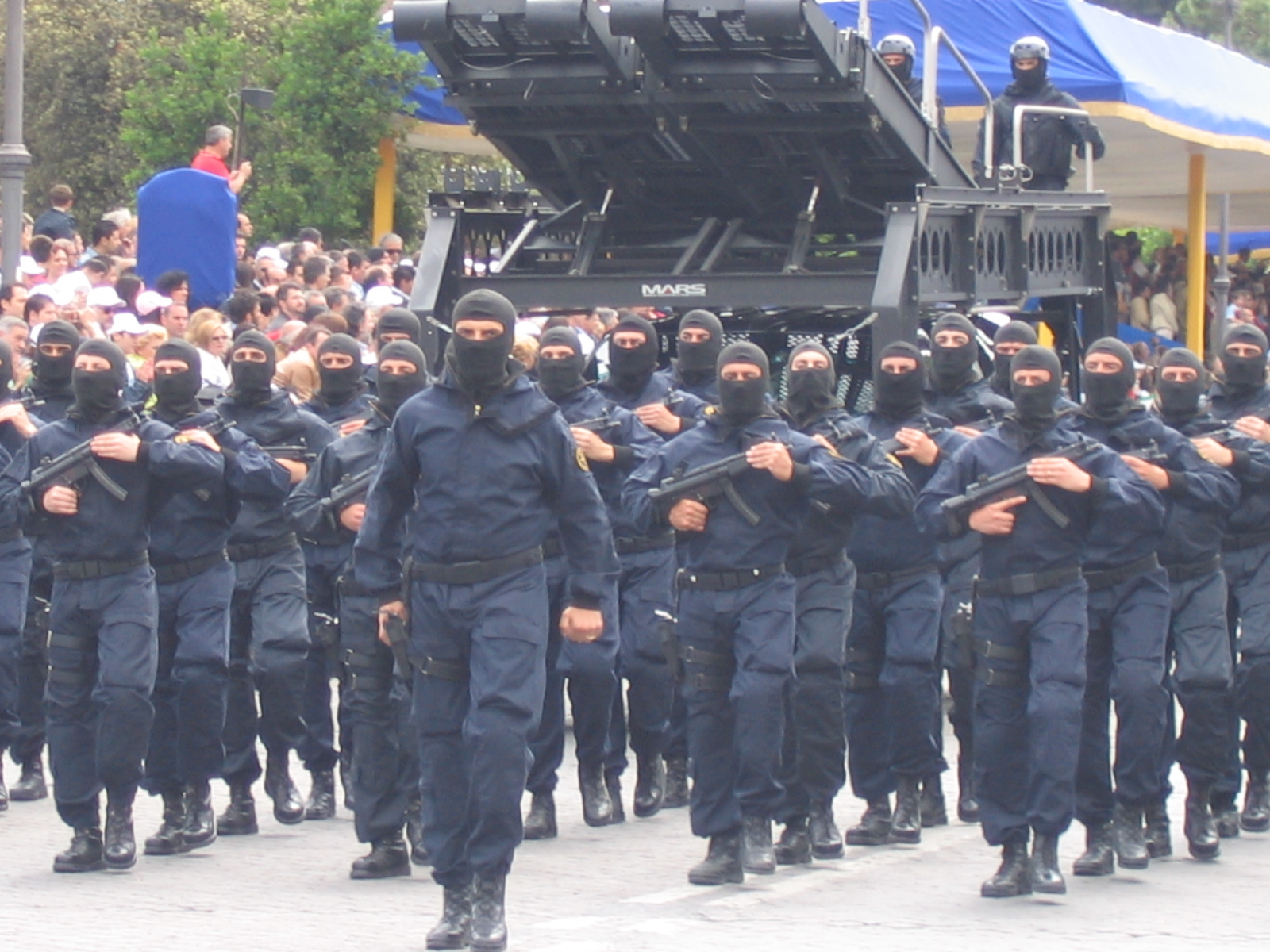
Desfile de grupo GIS (Fuerzas especiales)

- GEMCAR
- Snowmobile Polaris

### Armamento
- Pistola semi-automática Beretta 92 FS
- Pistola ametralladora Beretta 93R
- Metralleta Beretta M12
- Fusile de asalto Beretta AR70/90
- Fusile de asalto Beretta ARX-160

## Escalafón militar

### Oficiales
| Escalafón militar de oficiales de el arma de Carabineros | Escalafón militar de oficiales de el arma de Carabineros | Escalafón militar de oficiales de el arma de Carabineros | Escalafón militar de oficiales de el arma de Carabineros | Escalafón militar de oficiales de el arma de Carabineros | Escalafón militar de oficiales de el arma de Carabineros | Escalafón militar de oficiales de el arma de Carabineros | Escalafón militar de oficiales de el arma de Carabineros | Escalafón militar de oficiales de el arma de Carabineros | Escalafón militar de oficiales de el arma de Carabineros | Escalafón militar de oficiales de el arma de Carabineros | Escalafón militar de oficiales de el arma de Carabineros |                            |
| Categoría | generales                                                | generales                                                | generales                                                | generales                                                | generales                                                | oficiales superiores                                     | oficiales superiores                                     | oficiales superiores                                     | oficiales inferiores                                     | oficiales inferiores                                     | oficiales inferiores                                     |                            |
| Código OTAN | OF-9                                                     | OF-8                                                     | OF-8                                                     | OF-8                                                     | OF-7                                                     | OF-6                                                     | OF-5                                                     | OF-4                                                     | OF-3                                                     | OF-2                                                     | oficiales subalternos OF-1                               | oficiales subalternos OF-1 |
| --- | -------------------------------------------------------- | -------------------------------------------------------- | -------------------------------------------------------- | -------------------------------------------------------- | -------------------------------------------------------- | -------------------------------------------------------- | -------------------------------------------------------- | -------------------------------------------------------- | -------------------------------------------------------- | -------------------------------------------------------- | -------------------------------------------------------- | -------------------------- |
| charretera |                                                          |                                                          |                                                          |                                                          |                                                          |                                                          |                                                          |                                                          |                                                          |                                                          |                                                          |                            |
| Nombre italiano | comandante generale dell'Arma1                           | vicecomandante generale dell'Arma2                       | generale di corpo d'armata                               | generale di divisione                                    | generale di brigata                                      | colonnello                                               | tenente colonnello                                       | maggiore                                                 | capitano                                                 | tenente                                                  | sottotenente                                             |                            |
| Traducción en español | Comandante General del Arma                              | Vicecomandante General del Arma                          | General de cuerpo de Ejército                            | General de División                                      | General de Brigada                                       | Coronel                                                  | Teniente Coronel                                         | Mayor                                                    | Capitán                                                  | Teniente                                                 | Subteniente                                              |                            |
| Notas: 1 La función de comandante generale dell'Arma ('comandante general del Arma') se atribuye únicamente a un oficial generale di corpo d'armata ('general de cuerpo de ejército') de los carabineros. 2 La función de vicecomandante generale dell'Arma ('vicecomandante general del Arma') se atribuye únicamente a un oficial generale di corpo d'armata ('general de cuerpo de ejército') de los carabineros. |                                                          |                                                          |                                                          |                                                          |                                                          |                                                          |                                                          |                                                          |                                                          |                                                          |                                                          |                            |

### Suboficiales
|  |  |  |  |  |  |  |  |  |  |  |  |  |

| appuntato scelto apuntado elegido | appuntato apuntado | carabiniere scelto carabinero elegido | carabiniere3 carabinero |